# Pedro Paulo (Fußballspieler, 1994)
Pedro Paulo Alves Vieira dos Reis (* 10. Februar 1994 in Rio de Janeiro), auch einfach nur Pedro Paulo genannt, ist ein brasilianischer Fußballspieler.

## Karriere

### Verein
Pedro Paulo erlernte das Fußballspielen in den Jugendmannschaften von EC Itaúna und Cruzeiro Belo Horizonte. Hier unterschrieb er 2014 auch seinen ersten Vertrag. Von Oktober 2014 bis Mai 2015 wurde er an den brasilianischen Klub Athletico Paranaense ausgeliehen. Von Juli 2015 bis Juni 2016 wurde er nach Europa an den portugiesischen Verein Rio Ave FC ausgeliehen. Der Verein aus Vila do Conde spielte in der ersten Liga, der Primeira Liga. Hier kam er jedoch nicht zum Einsatz. Den Rest des Jahres spielte er auf Leihbasis beim portugiesischen Zweitligisten Académico de Viseu FC in Viseu. Hier kam er fünfmal in der Segunda Liga zum Einsatz. Die Saison 2017 spielte er ebenfalls auf Leihbasis beim Lampang FC in Thailand. Der Verein aus Lampang spielte in der zweiten Liga, der Thai League 2. Nach der Ausleihe wurde er von Lampang für die Saison 2018 fest verpflichtet. Anfang 2019 wechselte er nach Vietnam. Hier schloss er sich dem Sài Gòn FC aus Ho-Chi-Minh-Stadt an. Der Klub spielte in der ersten Liga, der V.League 1. 2020 wurde er mit 12 Toren Torschützenkönig der Liga. Im Dezember 2020 unterschrieb er einen Vertrag beim Ligakonkurrenten und amtierenden Meister Viettel FC. Bei dem Verein aus Hanoi stand er bis Ende November 2022 unter Vertrag. Für den Klub bestritt er zwanzig Meisterschaftsspiele. Von Dezember 2022 bis Ende Juli 2023 war er vertrags- und vereinslos. Am 24. Juli 2023 kehrte er nach Thailand zurück. Hier unterschrieb er in Nakhon Si Thammarat einen Vertrag beim Zweitligisten Nakhon Si United FC. Für den Verein bestritt er zwölf Ligaspiele. Ende Dezember 2023 wurde sein Vertrag nicht verlängert. Im Januar 2024 verpflichtete ihn der ebenfalls in der zweiten Liga spielenden Chanthaburi FC. Nach fünf Ligaspielen wurde sein Vertrag im Sommer 2024 nicht verlängert.

### Nationalmannschaft
Pedro Paulo spielte 2011 siebenmal in der brasilianischen U17-Nationalmannschaft. Mit dem Team nahm er an der U17-Südamerikameisterschaft in Ecuador teil und wurde U17-Südamerikameister.

## Erfolge
Brasilien U17
- U17-Südamerikameisterschaft: 2011

## Auszeichnungen
V.League 1
- Torschützenkönig: 2020